# Shahrestān di Qarchak
Lo shahrestān di Qarchak (farsi شهرستان قرچک) è uno dei 16 shahrestān della provincia di Teheran, il capoluogo è Qarchak e conta una sola circoscrizione (bakhsh): 
- Centrale (بخش مرکزی), con la città di Qarchak.